# 吉本真由美
吉本 真由美（よしもと まゆみ、1954年4月1日 - ）は、日本の俳優・司会者・タレント。大阪府出身。身長160cm、血液型はAB型。劇団ホリホックアカデミー所属。別名義：吉本 真由み。

## 略歴
京都精華女子高等学校卒業後、劇団ホリホックアカデミー入り。最初は裏方を務めていたが、役者に憧れて、1974年に団員となる。同年、同劇団の定期公演『デッドエンド』で初舞台。1975年の演劇『女殺し油地獄』で、関西俳優協議会第1回新人賞受賞。演劇のほかには、地元関西製作のテレビ作品を中心に出演している。裸身で演技するシーンにも体当たりでのぞんでいた。俳優以外では1981年から1989年まで情報番組『2時のワイドショー』の司会とアシスタントをしていた。

## 人物
千葉真一の熱烈なファンで、千葉が主演する『魔界転生』のキャンペーンで『2時のワイドショー』に出演した際には、司会の奥田博之から「この吉本くんは大変千葉さんのファンでしてね。（前日から）眠られない、眠られないと。自分が好きな俳優さんが来られると、この人（吉本）はものを言わなくなってしまうんですよ」と紹介されている。

## 出演

### 情報番組
- 2時のワイドショー（1981年 - 1989年、ytv） - 司会・アシスタント

### 演劇
- 女殺し油地獄（1975年）

### テレビ作品
- 必殺シリーズ (ABC)
  - 助け人走る 第36話「解散大始末」（1974年6月22日） - おさき
  - 必殺仕業人 第20話「あんたこの志をどう思う」（1976年5月21日） - 美緒
  - 必殺からくり人 第10話「お上から賞金をどうぞ」（1976年10月1日） - おさと
  - 新・必殺仕置人（1977年）
    - 第6話「偽善無用」（3月4日） - おたよ
    - 第24話「誘拐無用」（7月8日） - おしん
    - 第27話「約束無用」（7月29日） - おしん

  - 必殺商売人 第12話「裏口を憎む男にない明日」（1978年5月12日） - おしの
  - 必殺からくり人・富嶽百景殺し旅 第3話「駿州片倉茶園ノ不二」（1978年9月8日） - 琴路
  - 必殺仕事人
    - 第12話「三味の音は七つの柩のとむらい唄か?」（1978年8月3日） - 石坂きぬ
    - 第48話「表技魔の鬼面割り」（1980年4月25日） - おゆき
    - 第61話「脅し技闇医術千両潰し」（1980年8月8日） - お新

  - 翔べ! 必殺うらごろし 第8話「足の文字は生まれた時からあった」（1979年1月26日） - おさき
  - 必殺仕事人・激突! 第15話「夢次、女盗賊にほれる」（1992年2月4日） - おきぬ
- 大岡越前 第4部 第24話「姿なき怪盗」（1975年3月17日、TBS / C.A.L）
- どてらい男（激動篇）第109話「悪の算段」（1975年11月9日、関西テレビ） - 看護師
- お耳役秘帳 第1話「仕掛けた罠の大盗賊」（1976年、KTV） - お市
- 新 木枯し紋次郎 第2話「年に一度の手向草」（1977年、12ch） - お千 / お咲
- 江戸を斬る・III 第26話「八百八町は日本晴れ」（1977年7月11日、TBS / C.A.L） - 女中
- 水戸黄門 第8部 第23話「黄門さまは時の氏神 -大洲-」（1977年12月19日、TBS / C.A.L） - 女中
- 桃太郎侍（1976年 - 1979年、NTV） - おみよ
- 犬神家の一族（1977年4月2日 - 30日、毎日放送 / 角川春樹事務所 / 大映京都） - 青沼菊乃
- 吉宗評判記 暴れん坊将軍 第21話「纏は見ていた」（1978年6月3日、ANB） - おとき
- 斬り捨て御免! 第25話 ｢野獣討つべし｣　（1980年9月17日、TX） - 園江
- 銀河テレビ小説（NHK）
  - 極楽日記（1980年） - 春美
- いのち燃ゆ（1981年、NHK） - おりん
- 好色一代男 おらんだ西鶴（1985年10月19日、NHK） - てい
- 新・部長刑事 アーバンポリス24 第107話 - 第309話（1992年 - 1997年、ABC 朝日放送） - 黒木刑事の妻
- 土曜ワイド劇場 京都殺人案内13「現代忠臣蔵事件」（1987年、ABC）- 富山勝子
- 京都サスペンス「夕顔の寺 殺人事件」（1989年10月30日、関西テレビ） - 祇園芸者うめか
- 華心中（1991年、TBS）- 加奈子
- 長七郎江戸日記 第3シリーズ 第14話「雪に舞うわらべ唄」 （1991年1月29日、NTV） - 小せん
- 幕府お耳役檜十三郎 第9話「女郎蜘蛛の罠」（1991年6月2日、TX）
- いのちの現場から（1992年 - 2001年、MBS） - 広岡久美小児科部長
- 赤かぶ検事の逆転法廷第4話「容疑者は赤かぶ検事夫人」（1992年1月27日、ANB）- 本庄姿子
- 松本清張作家活動40年記念・球形の荒野（1992年2月7日、CX）
- 喧嘩屋右近 第3シリーズ 第11話「二人のお千代に手を出すな」（1994年、TX）
- 大江戸を駈ける! 第6話「狙われた休日」(浅草) （2001年、TBS） - お甲
- 盤嶽の一生 第6話「流れ者」（2002年、CX） ‐ 桔梗屋の女将

### 映画
- 典子は、今（1981年、東宝） - 富永みちこ
- セピア色の風景（2000年、人権・同和教育映画 / 共和教育映画社） - 植山浩子

## 楽曲
- 大阪サタディ・ナイト / 最後のグラス（1984年4月20日、発売元：日本クラウン・CWA-232）※奥田博之とデュオ

作詩：たかたかし、作曲：弦哲也、編曲：桜庭伸幸

## 受賞
- 関西俳優協議会第1回新人賞（1975年）